# Rejon borszczowski
Rejon borszczowski – dawny rejon obwodu tarnopolskiego Ukrainy.
Został utworzony w 1939 r., jego powierzchnia wynosiła 1006 km², a ludność rejonu liczyła 66 909 osób.
Na terenie rejonu znajdowała się jedna miejska rada, dwie osiedlowe rady i 42 silskie rady, obejmujące w sumie 70 miejscowości. Siedzibą władz rejonowych był Borszczów.
Główne rzeki: Dniestr, Zbrucz.
17 lipca 2020 roku po likwidacji wszedł w skład rejonu czortkowskiego.

## Spis miejscowości
- Babińce (Бабинці)
- Bereżanka (Бережанка)
- Bielowce (Білівці)
- Bilcze Złote (Більче-Золоте)
- Borszczów (Борщів)
- Boryszkowce (Боришківці)
- Burdiakowce (Бурдяківці)
- Chudyjowce (Худіївці)
- Chudykowce (Худиківці)
- Cygany (Цигани)
- Dębówka (Дубівка)
- Dźwiniaczka (Дзвинячка)
- Dźwinogród (Дзвенигород)
- Filipkowce (Пилипче)
- Germakówka (Гермаківка)
- Głęboczek (Глибочок)
- Grabowiec (Грабівці)
- Gusztyn (Гуштин)
- Gusztynek (Гуштинка)
- Horoszowa (Горошова)
- Iwanie Puste (Іване-Пусте)
- Iwanków (Іванків)
- Jezierzany (Озеряни)
- Jurjampol (Юр'ямпіль)
- Konstancja (Констанція)
- Korolówka (Королівка)
- Kozaczyzna (Козаччина)
- Krzywcze (Кривче)
- Kudryńce (Кудринці)
- Łanowce (Ланівці)
- Łatkowce (Латківці)
- Łosiacz (Лосяч)
- Michałków (Михалків)
- Michałówka (Михайлівка)
- Mielnica Podolska (Мельниця-Подільська)
- Monastyrek (Монастирок)
- Muszkarów (Мушкарів)
- Muszkatowce (Мушкатівка)
- Niwra (Нивра)
- Nowosiółka Biskupia (Збручанське)
- Okopy (Окопи)
- Olchowiec (Вільховець)
- Oleksińce (Олексинці)
- Paniowce (Панівці)
- Piłatkowce (Пилатківці)
- Piszczatyńce (Пищатинці)
- Podfilipie (Підпилип'я)
- Sapohów (Сапогів)
- Skała Podolska (Скала-Подільська)
- Skowiatyn (Сков'ятин)
- Słobódka Muszkatowicka (Слобідка-Мушкатівська)
- Strzałkowce (Стрілківці)
- Szerszeniowce (Шершенівка)
- Szuparka (Шупарка)
- Szyszkowce (Шишківці)
- Trójca (Трійця)
- Trubczyn (Трубчин)
- Tulin (Тулин)
- Turylcze (Турильче)
- Urożajne[3] (Урожайне)
- Uście Biskupie (Устя)
- Wierzbówka (Вербівка)
- Wierzchniakowce (Верхняківці)
- Wołkowce (Вовківці)
- Wołkowce[4] (Дністрове)
- Wygoda (Вигода)
- Wysuczka (Висічка)
- Zalesie (Залісся)
- Załucze (Залуччя)
- Zawale (Завалля)
- Zbrzyż (Збриж)
- Zielińce (Жилинці)
- Zielona Olchowiecka (Зелене)